# Galphimia hirsuta
Galphimia hirsuta är en tvåhjärtbladig växtart som beskrevs av Antonio José Cavanilles. Galphimia hirsuta ingår i släktet Galphimia och familjen Malpighiaceae. Inga underarter finns listade i Catalogue of Life.